# Cumulo Nimbus

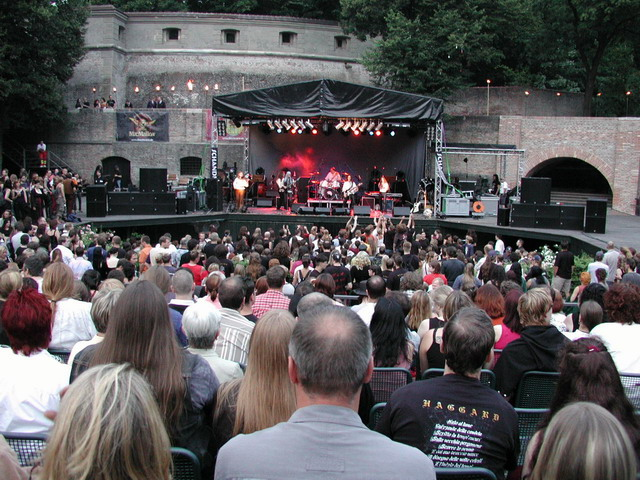
Cumulo Nimbus 2004 vor über 2000 Zuschauern in Augsburg

Cumulo Nimbus (von neulateinisch cumulonimbus ‚Gewitterwolke‘) ist eine im Jahr 2000 gegründete  Mittelalter- und Renaissance-Rockband aus dem oberbayerischen Ort Landsberg am Lech. Sie gehört zur deutschen Mittelalter-Rock-Szene. Die akustische Ausgabe der Band tritt unter dem Namen Bernsteyn in Erscheinung.

## Musik
Cumulo Nimbus spielen Metal-Konzerte mit elektrisch verzerrter Musik und teilweise aus der Renaissance überlieferten Stücken, tritt aber auch unplugged und a cappella auf mittelalterlichen Veranstaltungen, wie beispielsweise dem Ruethenfest in Landsberg.
Neben den üblichen Rock-Instrumenten kommen bei Cumulo Nimbus auch Blockflöten, Lauten, Hümmelchen und Violine zum Einsatz. Ihr Klang hebt sich von dem der meisten anderen Mittelalter-Rockgruppen (etwa In Extremo, Nachtgeschrei, Saltatio Mortis oder Schelmish) vor allem dadurch ab, dass sie ihre musikalischen Wurzeln weniger im Mittelalter (Trommel- und Schalmeienlastige, einstimmige Melodien), sondern eher in der Zeit der Renaissance (Blockflöten, Lauten, Vielstimmigkeit) suchen.
Die meisten Stücke sind dabei selbst getextet und komponiert, für manche Lieder wurden Anleihen bei alten Meistern, etwa John Dowland, gemacht.
Im Osten Deutschlands wurde Cumulo Nimbus vor allem durch das Stück Wirtshaus bekannt, welches dort 2004 wochenlang bei vielen Metal-Events und Veranstaltungen der Schwarzen Szene lief. 

## Geschichte

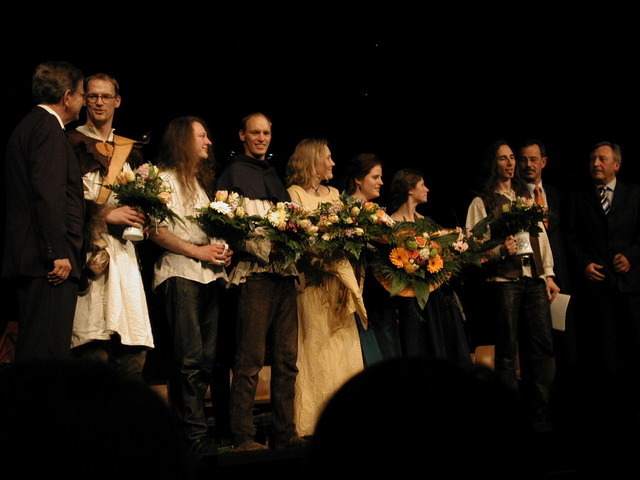
Staatsminister Thomas Goppel überreicht der Band den Kulturförderpreis der Stadt Landsberg

Gegründet wurde die Band durch Mathis, Pat und Erik gegen Ende 2000 im oberbayrischen Landsberg am Lech. Kurz darauf stießen Carolynn und Jo (Saruman) hinzu. Ihr Debüt gaben sie am 28. April 2001 beim Isotope-Festival in der Heimatstadt. Unmittelbar nach dem Auftritt stieg der Augsburger Bassist Sir Robin the Brave (Haggard, Red to Grey, Saruman) ein. Tanja kam 2002 hinzu, ging aber 2003 zum Studium nach Salzburg und die Violinistin Lady Doro (zwischenzeitlich ebenfalls Haggard) folgte.
2002/2003 konnte sich Cumulo Nimbus auf regionaler Ebene einen Namen machen. 2004 traten sie beim Hexenkessel Open Air 2004 in Augsburg auf, u. a. neben Haggard, Schandmaul. Es folgten erste überregionale Auftritte in Magdeburg und Bogen/Oberpfalz, 2005 in Berlin zusammen mit Fiddler’s Green und vor der Goslarer Kaiserpfalz mit der berühmten Mittelalter-Formation Corvus Corax. 2005 wurde die Gruppe mit dem Kulturförderpreis der Stadt Landsberg ausgezeichnet.
2006 wurden zwei Studioproduktionen in Eigenregie aufgenommen. Im Sommer trennten sich die Band und Sir Robin The Brave, neu am Bass seit 2007 ist Kæptän Køhler, der Held der sieben Biere (Fresh).
2007 wurde die akustische Ausgabe der Band in Bernsteyn umbenannt, die, aus den gleichen Mitgliedern bestehend, ihre Renaissance-Musik fortan unter diesem Namen in mittelalterliche Veranstaltungen einbrachten, beispielsweise beim Ruethenfest Landsberg 2007.
2009 unterzeichneten sie einen Plattenvertrag bei Black Bards Entertainment und veröffentlichten ihr drittes Album Totensonntag.
2011 verließ Der Prophet die Band und Käpt’n Köhler übernahm das Schlagzeug und Mattis den E-Bass, während Binia seinen Platz am Mikrophon übernahm. Support Tour mit Saltatio Mortis.

## Mitglieder
- Binia (* 20. April 1982) – Gesang
- Andi der Fuxx – Schlagzeug
- Erik der Müllermeister  (* 12. Juni 1970) – Gesang, E-Gitarre, Laute
- Mathis Mandjolin (* 10. Februar 1977) – Gesang, Hümmelchen, E-Bass, Laute, Krummhorn
- Carolynn (* 5. September 1981) – Gesang, Blockflöte
- Doro (* 22. Juni 1979) – Geige, Gesang

## Ehemalige Mitglieder
- Sir Robin The Brave – Bass
- Pat Houdt – Schlagzeug, Djembe
- Der Prophet – Schlagzeug
- Kæptän Køhler (* 31. März 1978) – Bass/Schlagzeug

## Diskografie

### Cumulo Nimbus
- Die andere Saite (2002, unplugged, vergriffen)
- Minne, Met und Moritaten (2003, Demo)
- Nachtwache (2004)
- Stunde der Wahrheit (2007)
- Totensonntag (2009, Black Bards Entertainment)
- Schattenjäger (2011, Whiterock Records)

### Bernsteyn
- Artefakt (2007, Eigenvertrieb)
- Edelstoff (2015, Eigenvertrieb)
- Lustspiel (2019, Eigenvertrieb)
- Endlich wieder (2022, Eigenvertrieb)

## Musikvideos
- 2017: Totensonntag (Regie: Tim Reischmann, Tobias Koller)